# 2021년 1월 죽음
다음은 2021년 1월에 사망한 저명한 인물 목록이다.
- 1월 1일 - 아일랜드의 가수 리엄 라일리
- 1월 2일
  - 러시아의 영화배우 블라디미르 코레네프
  - 독일의 신학자 요한네스 발만
  - 대한민국의 전직 아나운서 출신의, 리얼미터 미래전략연구소 이사 김주영
- 1월 4일
  - 대한민국의 지방의회의원 김장환
  - 미국의 영화배우 타니아 로버츠
  - 홍콩의 영화배우 리샹친
  - 네덜란드의 물리학자 마르티뉘스 펠트만
  - 레바논의 작곡가 엘리아스 라바니
- 1월 5일
  - 대한민국의 화가 김창열
  - 대한민국의 지방의회의원 김봉희
  - 잉글랜드의 축구선수 콜린 벨
  - 영국의 영화배우 존 리처드슨
- 1월 6일
  - 대한민국의 가수 빅죠
  - 일본의 재즈연주자 나베시마 나오테루
  - 일본의 야구선수 다도코로 젠지로
- 1월 7일
  - 대한민국의 방송인 경동호
  - 미국의 영화배우 발 베틴
  - 미국의 영화배우 마리온 램지
  - 미국의 영화배우 타키 키무라
  - 미국의 야구감독 토미 라소다
  - 잉글랜드의 영화감독 마이클 앱티드
- 1월 8일 - 대한민국의 지방의회의원 김기태
- 1월 9일
  - 미국의 영화배우 존 라일리
  - 이탈리아의 의사 파브리치오 소코르시
  - 대한민국의 문학평론가 겸 대학 교수 송백헌
- 1월 10일
  - 미국의 사회활동가 낸시 워커 부시 엘리스
  - 미국의 영화배우 줄리 스트레인
- 1월 11일
  - 대한민국의 화가 공성훈
  - 대한민국의 정치인 이환의
  - 미국의 기업인 셸던 애덜슨
- 1월 12일 - 일본의 평론가 한도 가즈토시
- 1월 14일
  - 미국의 영화배우 피터 마크 리치먼
  - 인도네시아의 설교자 셰이크 알리 자베르
- 1월 15일
  - 대한민국의 기초단체장 심의조
  - 일본의 소설가 오마키 후지오
  - 칠레의 축구선수 비센테 칸타토레
- 1월 16일
  - 대한민국의 시인 최정례
  - 미국의 음반 프로듀서 필 스펙터
- 1월 18일
  - 프랑스의 영화배우 장 피에르 바크리
  - 미국의 야구선수 돈 서턴
- 1월 20일
  - 대한민국의 기업인 김상하
  - 크로아티아의 영화배우 미라 푸를란
- 1월 22일 - 미국의 야구선수 행크 에런
- 1월 23일
  - 대한민국의 배우 송유정
  - 미국의 라디오 진행자 래리 킹
  - 미국의 영화배우 핼 홀브룩
- 1월 24일
  - 스웨덴의 영화배우 군넬 린드블롬
  - 카자흐스탄의 스키선수 니콜라이 체보티코
- 1월 25일 - 대한민국의 래퍼 아이언
- 1월 26일 - 콜롬비아의 정치인 카를로스 홀메스 트루히요
- 1월 27일
  - 미국의 영화배우 클로리스 리치먼
  - 이란의 축구선수 메흐르다드 미나반드
- 1월 28일
  - 대한민국의 정치인 강병기
  - 미국의 영화배우 시실리 타이슨
  - 네덜란드의 화학자 파울 크뤼천
- 1월 30일
  - 대한민국의 기업인 정상영
  - 스코틀랜드의 음악가 소피
- 1월 31일 - 베네수엘라의 정치인 더글라스 브라보